# Aleiodes sanctihyacinthi
Aleiodes sanctihyacinthi – gatunek błonkówki z rodziny męczelkowatych.

## Zasięg występowania
Północno - wschodnia nearktyka po stany Wisconsin, Wyoming, i Utah.

## Budowa ciała
Osiąga 4,5 - 5,5 mm długości. Czułki złożone z 46 - 48 segmentów. Na czubku głowy wyraźne ornamentowanie. Drobne, ziarniste ornamentowanie również na czwartym tergicie metasomy.
Ubarwienie ciał pomarańczowo - czarne. Oczy z czerwonym obrzeżeniem.

## Biologia i ekologia
Aleiodes sanctihyacinthi zamieszkuje lasy. Imago spotyka się późnym latem i wczesną jesienią. Możliwe, że osobniki dorosłe zimują i wiosną atakują następnego żywiciela, lecz nie jest to potwierdzone. 
Gatunek ten jest parazytoidem gąsienic oprzędnicy jesiennej.